# Distrito de Mulanje
El distrito de Mulanje es uno de los veintisiete distritos de Malaui y uno de los doce de la Región del Sur. Cubre un área de 2.056 km² y alberga una población de 684 107 personas. La capital es Mulanje.

## Geografía
Mulanje se encuentra dentro de la región Sur. La ciudad central del distrito es la ciudad de Mulanje, que tiene el mismo nombre que el distrito. El distrito colinda con el distrito de distrito de Phalombe en el este, el distrito de Zomba en el norte, el distrito de Chiradzulu y el distrito de Thyolo en el oeste, y el estado de Mozambique en el sur.
- Datos: Q509097